# ManiFesta Festival das Artes
O ManiFesta! Festival das Artes é um festival de artes sediado na cidade de Fortaleza, Ceará, que se destaca por sua programação híbrida e pela ocupação dos espaços do centro da cidade. Já ocupou lugares como o Centro Dragão do Mar de Arte e Cultura, Praça do Ferreira, Praça dos Leões, Praia de Iracema, Benfica, Passeio Público, Caixa Cultural Fortaleza e Cine-Teatro São Luiz.
A sua primeira edição, acontecida no mês de setembro de 2010, mobilizou mais de 350 artistas de diferentes linguagens e gerações em uma maratona cultural de 12 horas de duração.. Foi idealizada no intuito de homenagear os 30 anos da Massafeira Livre, um evento musical que levou artistas a ocuparem o Theatro José de Alencar no fim da década de 70.
No ano de 2012, 680 artistas se apresentaram para um público de mais de 10 mil pessoas.
A partir de 2013, passou a ter 24 horas de programação totalmente gratuita. Outra novidade foi o BondeFesta, ônibus adaptado e estilizado para transitar entre as atrações. A edição ocupou diferentes locais da capital cearense, como o Benfica, o Passeio Público, o Centro Dragão do Mar de Arte e Cultura, o SESC Iracema e a Caixa Cultural.
Em 2015, a quinta edição do festival, os artistas passaram por um processo de curadoria colaborativa, através do voto em uma plataforma. Ao todo, 114 trabalhos foram selecionados para a programação, de 256 inscritos. 